# Magic Camp
Magic Camp (bra: Magic Camp; prt: Campo de Magia) é um filme familiar americano de 2020 dirigido por Mark Waters. Micah Fitzerman-Blue, Noah Harpster, Matt Spicer, Max Winkler, Dan Gregor e Doug Mand atuam como co-roteiristas, com uma história original escrita por Gabe Sachs, Jeff Judah, Spicer e Winkler. É estrelado por Adam DeVine, Jeffrey Tambor e Gillian Jacobs. O filme foi lançado no Disney+ em 14 de agosto de 2020.

## Elenco
- Adam DeVine como Andy Tuckerman, um conselheiro do acampamento mágico de sua juventude na esperança de reacender sua carreira
- Jeffrey Tambor como Roy Preston, o mentor e proprietário do acampamento mágico
- Gillian Jacobs como Kristina Darkwood, ex-parceira de Andy
- Nathaniel McIntyre como Theo Moses, um menino de 12 anos que frequenta o acampamento mágico enquanto enfrenta a morte de seu pai
- Cole Sand como Nathan Jenkins, o melhor amigo de Theo
- Isabella Crovetti como Ruth Brusselbach, uma garota obcecada por coelhos que se torna uma especialista em pássaros
- JJ Totah como Judd Kessler, filho de um famoso mágico que prefere roupas a truques
- Izabella Alvarez como Vera Costa, uma garota temperamental que é sarcástica
- Hayden Crawford como Vic d'Antonio, o vencedor da varinha de ouro do ano anterior e um valentão
- Bianca Grava como Janelle Santos, paixão de Theo
- Aldis Hodge como Devin Moses, o pai de Theo
- Rochelle Aytes como Zoe Moses, a mãe de Theo
- Krystal Joy Brown como Lena
- Desmond Chiam como Xerxes
- Lonnie Chavis como Cameron Moses, irmão mais novo de Theo
- Michael Hitchcock como Korny Kessler
- Michael Anastasia como Hamilton

O mágico Justin Willman tem uma participação especial como um dos táxis de Andy. Willman, junto com outros mágicos reais, ajudou o elenco a realizar os vários truques vistos no filme.

## Produção
Em 2 de novembro de 2016, foi anunciado que a Walt Disney Pictures havia escalado Adam DeVine e Jeffrey Tambor para estrelar o filme de comédia familiar Magic Camp, que seria dirigido por Mark Waters a partir de um roteiro de Dan Gregor e Doug Mand, e um anterior rascunho de Steve Martin. DeVine interpretaria Andy Duckerman, um conselheiro do acampamento mágico de sua juventude na esperança de reacender sua carreira, enquanto Tambor faria Roy Preston, o mentor e proprietário do acampamento mágico. Suzanne Todd produziria o filme, enquanto Gabe Sachs e Jeff Judah seriam os produtores executivos. Foi relatado anteriormente que o rascunho mais recente do roteiro foi escrito por Micah Fitzerman-Blue e Noah Harpster, o projeto foi desenvolvido por Matt Spicer e Max Winkler. Sachs, Judah, Spicer e Winkler acabariam sendo creditados com a história. Em 9 de novembro de 2016, Gillian Jacobs foi escalada como Kristina Darkwood, a ex-parceira de Andy. Em 21 de novembro de 2016, Cole Sand foi escalado como Nathan Jenkins, o melhor amigo de Theo Moses (que seria interpretado por Nathaniel McIntyre), um menino de 12 anos que frequenta o Magic Camp enquanto lida com a morte de seu pai. Em 4 de janeiro de 2017, Josie Totah (então conhecido como JJ Totah) foi escalado como Judd Kessler.
A fotografia principal do filme começou em 10 de janeiro de 2017 em Los Angeles e arredores.

## Lançamento
O filme foi originalmente agendado para lançamento nos cinemas em 6 de abril de 2018 pela Walt Disney Studios Motion Pictures. Mais tarde, o lançamento nos cinemas foi cancelado e foi lançado exclusivamente na Disney+ em 14 de agosto de 2020.

## Recepção
No Rotten Tomatoes, o filme detém uma taxa de aprovação de 38%, com base em 13 críticas com uma classificação média de 5,1/10.
A Common Sense Media classificou o filme com 3 de 5 estrelas, afirmando: "Os pais precisam saber que Magic Camp é uma comédia para adolescentes estrelada por Adam Devine que combina duas paixões de infância - magia e acampamento - em uma história sobre como incentivar as crianças e adultos para trabalhar em equipe e descobrir e valorizar seus talentos únicos. Os personagens infantis (e alguns conselheiros) chegam ao acampamento com bagagens - pais ausentes ou falecidos, uma atitude ruim, centenas de alergias, sonhos frustrados, etc. - que os fazem se sentirem desajustados ou perdedores. Mas eles encontram força um no outro, e esse reforço positivo promove resiliência e coragem. Há alguma emoção mais pesada, principalmente no personagem do campista Theo (Nathaniel Logan McIntyre), cujo pai amoroso faleceu. Mas o tom geral do filme é leve. O conteúdo violento é mínimo: espere pequenos incidentes de intimidação e cômicos durante a prática de truques de mágica, como deixar uma bola de espuma presa na garganta ou cair de um banco enquanto usava uma camisa de força. O conteúdo sexual é limitado a um flerte entre adolescentes e um único beijo de despedida no final do acampamento. A linguagem inclui crianças gritando "BEIJANDO" e provocando uns aos outros com insultos como "geek", "noob", "nerd", "dweeb", "idiota", "dummy" e "lame-O" ".